# イヤーモニター
イヤーモニターとは、ミュージシャンやオーディオエンジニアがマイクロホンで収録した音声や音響をチェックするために使用するヘッドフォンの一種。略して「イヤモニ」などと呼ばれることもある。

## 概要
テレビ番組やラジオ番組の放送などの、生放送の番組（ニュース番組、ワイドショーや、スタジオ以外から生中継する場合）では、アナウンサーやキャスターなどが使用し、スタジオからの問い掛けの音声や（生中継などの場合）、番組進行上での伝達事項の連絡などを、視聴者などには悟られずに、直接出演者に伝達する方法の一つとして使われている。有線方式や無線方式を使い伝送される。近年では、無線方式を利用したものが多い。
音楽ライブ演奏などの場合、現在でも、ステージ上にモニター・スピーカーを設置する場合もある（イヤーモニターと併用する場合もある）。
ライブ演奏する会場の大型化に伴うPAスピーカなどによる音の残響、観衆の声援などや、演者のステージ上での移動などにより演者自身が演奏などのモニター音声としての音が聞こえないという問題を解消（ハウリング対策なども含む）する方法として使われる。
また、ライブ演奏上での、コンピューターなどを使用しての楽器のプログラミング制御（キーボードなどの音質の制御および自動演奏、効果音など）や、ライブ演出上の視覚的演出（照明効果、その他の視覚的効果など）を、ライブでの演奏と同期させるため、演奏楽曲のテンポを一定化させるための基本となるテンポ信号（リズムマシンやメトロノーム的な使い方）を演奏者へ伝送する。
また、舞台進行上の連絡事項の伝達にも使われる。
ライブ演奏などの場合、使用者の好みなどにより、演奏等のモニター音、テンポ音の他にも、会場での観客の歓声などもマイクで収音して、イヤーモニターにミキシングして流している場合もある
テレビ番組やラジオ番組の放送での生放送の番組などでは、音楽ライブ演奏などでの使用より以前から、インカム的な使用での伝達事項の連絡手段として使用されている。
音楽ライブなどにおいては1970年代頃から、有線で市販のヘッドフォンやイヤフォンが使用されていた。1990年代には、使用者の耳型を取り、外耳道にフィットするように個別に制作したカスタムインイヤーモニターが使用されるようになった。
インナー型、カナル型などのハウジングは比較的に目立たない肌色のものが多かったが、後に、使用する場面（放送やライブなど）により、半透明のものや、デコレーションされているものもあり（女性アーティストのライブでの使用では、演出上や、使用者の好みにより、アクセサリーの一部と遜色のないデコレーションなどが施され使用していることもある）、イヤーモニター制作メーカーなどや、使用する場面によりさまざまである。
無線でのイヤーモニターに関して、テレビ、ラジオの放送局などでは、許可を受けた専用の業務無線の割当周波数を使い、無線方式での運用を行っている。ライブ系での使用でも、プロ仕様でのワイヤレスマイクやインカムなどと同様に、業務用に許可を受けた専用の無線周波数が使われ運用している。
日本においてはマイクロホンやモニタリングに使用されるワイヤレスシステムは、A型、B型、C型、D型が利用されるが、PA・SRなどプロユースには主にA型とB型が使われる。A型ワイレスマイクロホンやモニタリングシステムで使用される周波数帯はホワイトスペース帯や800MHz帯が使用され、陸上移動局免許が必要である。対してB型は特定小電力無線局に該当し、運用のための免許は不要。
アマチュアユースでも、プロ仕様のイヤーモニター機器を購入し無線使用許可を取り使用したり、また、無線使用許可を取ったレンタル業者から借りて使用することもできる。簡易的な方法として、簡易FM放送用送信機（ミニFM放送用送信機）などを使用して、音響ミキサーのモニター出力音声などから分配をして送信し、FMラジオ受信機により受信してモニターすることもでき、使用している場合もある。

## 起源
マイケル・サントゥッチは1985年に「Sensaphonics」を設立し、ミュージシャン用耳栓を製作を開始。
1991年に周囲の大音量を遮断しながら必要最小限の音量のみをモニターすることが可能である世界初のカスタムIEM「ProPhonic Ⅳ」がリリースされる。プラスチック製のシェルとソフトなチップを組み合わせたもので、世界で初めてＢＡドライバー（single drive）が搭載されたイヤホンである。広音域帯で最大26dBの遮音を実現。　
1996年に世界初となるdual driverモデルの「ProPhonic 2XP」にアップグレードされる。
2001年に広音域帯で最大37dB,8000Hzで45.5dBの遮音性を実現したシリコン製のイヤーモニター「Sensaphonics ProPhonic 2XＳ」がリリースされ、遮音性の低いプラスチック製のイヤーモニターが生産中止となる。

## 使用例
- ライブコンサート